# Wolodino (Kaliningrad, Selenogradsk)
Wolodino (russisch Володино, deutsch Woytnicken, litauisch Vaitninkai) war ein Ort im heutigen Gebiet der russischen Oblast Kaliningrad (Gebiet Königsberg (Preußen)) im Bereich der Kowrowskoje selskoje posselenije (Landgemeinde Kowrowo (Nautzau)) im Rajon Selenogradsk (Kreis Cranz).

## Geographische Lage
Wolodino lag 22 Kilometer nordwestlich der Stadt Kaliningrad (Königsberg) südlich von Geroiskoje (Goythenen) in einem heute anscheinend militärisch genutzten Bereich.

## Geschichte
Das bis 1946 Woytnicken genannte Dorf bestand vor 1945 im Wesentlichen aus zwei großen Höfen. Am 13. Juni 1874 wurde Woytnicken Amtsdorf und damit namensgebend für einen neu errichteten Amtsbezirk, der bis 1945 bestand und zum Landkreis Fischhausen, 1939 bis 1945 Landkreis Samland im Regierungsbezirk Königsberg der preußischen Provinz Ostpreußen gehörte. Im Jahre 1910 zählte Woytnicken 86 Einwohner. Ihre Zahl stieg bis 1933 auf 147 und war bis 1939 gleichbleibend.
1945 kam Woytnicken mit dem gesamten nördlichen Ostpreußen zur Sowjetunion und erhielt die russische Bezeichnung „Wolodino“. 1947 wurde der Ort dem neu gebildeten Rajon Selenogradsk (Kreis Cranz) zugeordnet und wurde im gleichen Jahr in den Romanowski selski sowjet (Dorfsowjet Romanowo (Pobethen)) eingegliedert. Aber nur für kurze Zeit war die Ortsstelle noch besiedelt und wurde dann aufgegeben.

### Amtsbezirk Woytnicken (1874–1945)
Bei Errichtung des Amtsbezirks Woytnickens im Jahre 1874 wurden zehn Landgemeinden und neun Gutsbezirke eingegliedert:
| Name                       | Russischer Name | Bemerkungen                                           |
| -------------------------- | --------------- | ----------------------------------------------------- |
| Landgemeinden:             |                 |                                                       |
| Ankrehnen                  | Perowo          |                                                       |
| Eisliethen                 |                 |                                                       |
| Kösnicken                  |                 | 1928 in die Landgemeinde Perteltnicken eingegliedert  |
| Langehnen                  |                 | zur Landgemeinde Eisliethen zugehörig                 |
| Mogaiten                   | Perowo          | 1928 in die Landgemeinde Eisliethen eingegliedert     |
| Perteltnicken              | Ternowka        |                                                       |
| Radnicken                  | Rodniki         | 1928 in die Landgemeinde Eisliethen eingegliedert     |
| Regehnen                   | Dubrowka        |                                                       |
| Schupöhnen                 | Schumnoje       | 1928 in die Landgemeinde Grünhoff eingegliedert       |
| Woytnicken                 | Wolodino        |                                                       |
| Gutsbezirke:               |                 |                                                       |
| Adlig Dellgienen           |                 | 1928 in die Landgemeinde Groß Ladtkeim eingegliedert  |
| Jouglauken                 |                 |                                                       |
| Kalthof                    | Roschkowo       | 1928 in die Landgemeinde Regehnen eingegliedert       |
| Karschau                   |                 | 1928 in die Landgemeinde Perteltnicken eingegliedert  |
| Kiautrienen                |                 | 1928 in die Landgemeinde Perteltnicken eingegliedert  |
| Köllmisch Dellgienen       |                 | 1886 in den Gutsbezirk Adlig Dellgienen eingegliedert |
| Mogaiten                   | Perowo          | 1928 in die Landgemeinde Eisliethen eingegliedert     |
| Suppliethen                | Ternowka        | 1928 in die Landgemeinde Perteltnicken eingegliedert  |
| Wartnicken ab 1902: Watzum | Gorkowskoje     | 1928 in die Landgemeinde Regehnen eingegliedert       |

Aufgrund der Umstrukturierungen gehörten am 1. Januar 1945 lediglich noch die vier Gemeinden Eisliethen, Perteltnicken, Regehnen und Woytnicken zum Amtsbezirk Woytnicken. Von ihnen existiert lediglich Regehnen (Dubrowka) noch heute.

## Kirche
Die fast ausnahmslos evangelische Einwohnerschaft Woytnickens war vor 1945 in das Kirchspiel der Pfarrkirche in Pobethen (heute russisch: Romanowo) eingegliedert und gehörte zum Kirchenkreis Fischhausen (Primorsk) innerhalb der Kirchenprovinz Ostpreußen der Kirche der Altpreußischen Union.

## Persönlichkeiten des Ortes
- Friedrich Spandöck (* 12. August 1904 in Woytnicken; † 26. November 1966 in München), deutscher Akustiker
- Kurt Rückstieß (* 8. Juni 1920 in Langehnen; † 14. März 2018), deutscher Politiker der SPD